# Карагандинский сельский округ (Карагандинская область)
Карагандинский сельский округ (каз. Қарағанды ауылдық округі) — административная единица в составе Абайского района Карагандинской области Казахстана. Административный центр — село Жартас.
Население — 1736 человек (2009; 2046 в 1999, 2776 в 1989).
По состоянию на 1989 год существовал Карагандинский сельский совет (сёла Алма-Атинка, Восход, Джайма, Жартас, Каракога, Колпак, Поливное). В 2007 году ликвидированы сёла Алмаатинка, Жайма, Колпак.

## Состав
В состав округа входят такие населённые пункты:
| Населённый пункт | Население, человек (1989) | Население, человек (1999) | Население, человек (2009) |
| ---------------- | ------------------------- | ------------------------- | ------------------------- |
| Алмаатинка, село | 54                        | 41                        | -                         |
| Восход, село     | 379                       | 198                       | 110                       |
| Жайма, село      | 107                       | 80                        | -                         |
| Жартас, село     | 1848                      | 1417                      | 1483                      |
| Каракога, село   | 107                       | 74                        | 57                        |
| Колпак, село     | 21                        | 16                        | -                         |
| Поливное, село   | 260                       | 220                       | 86                        |